# Чумацкие песни

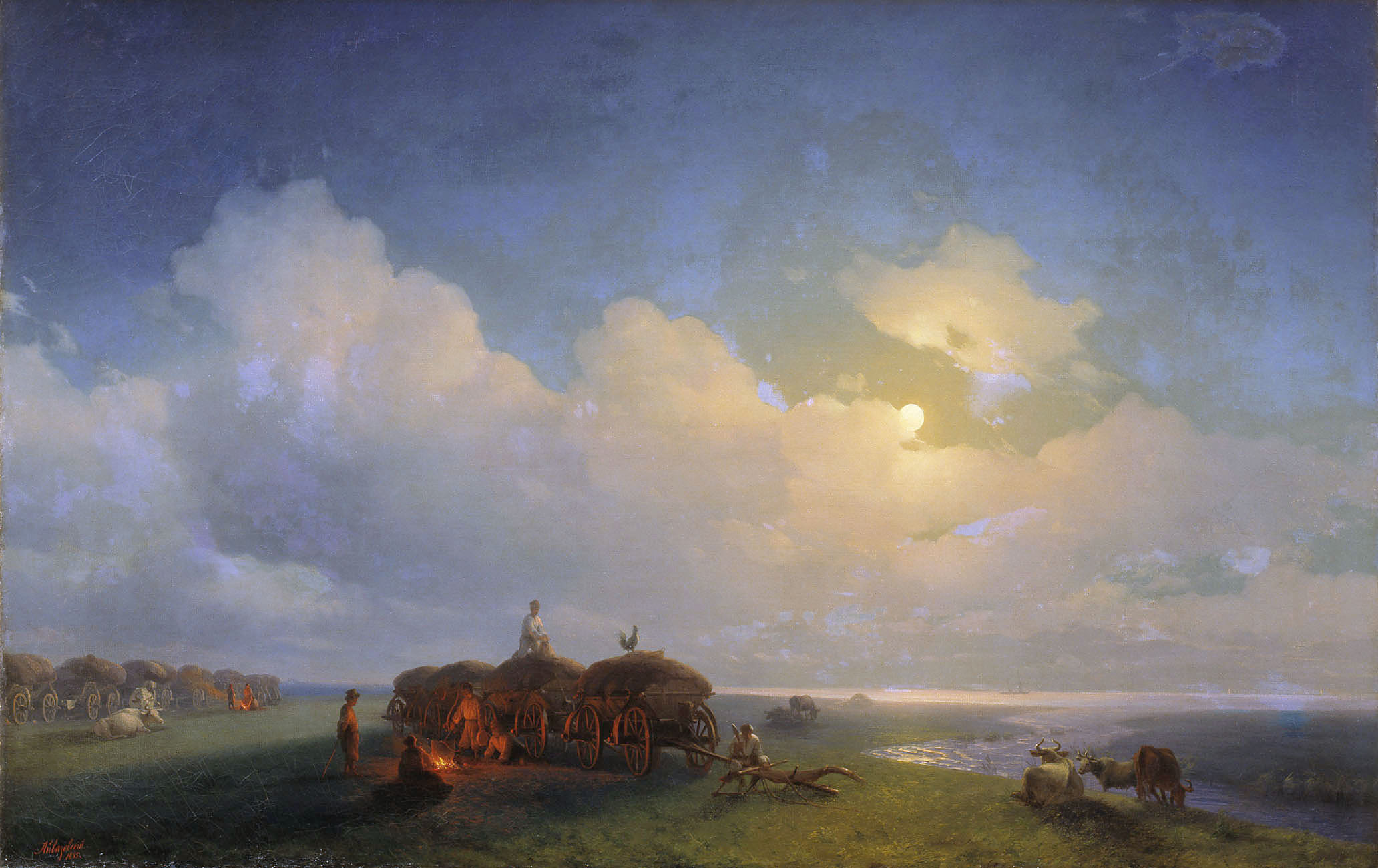
И. К. Айвазовский. «Чумаки на отдыхе». 1885 год.

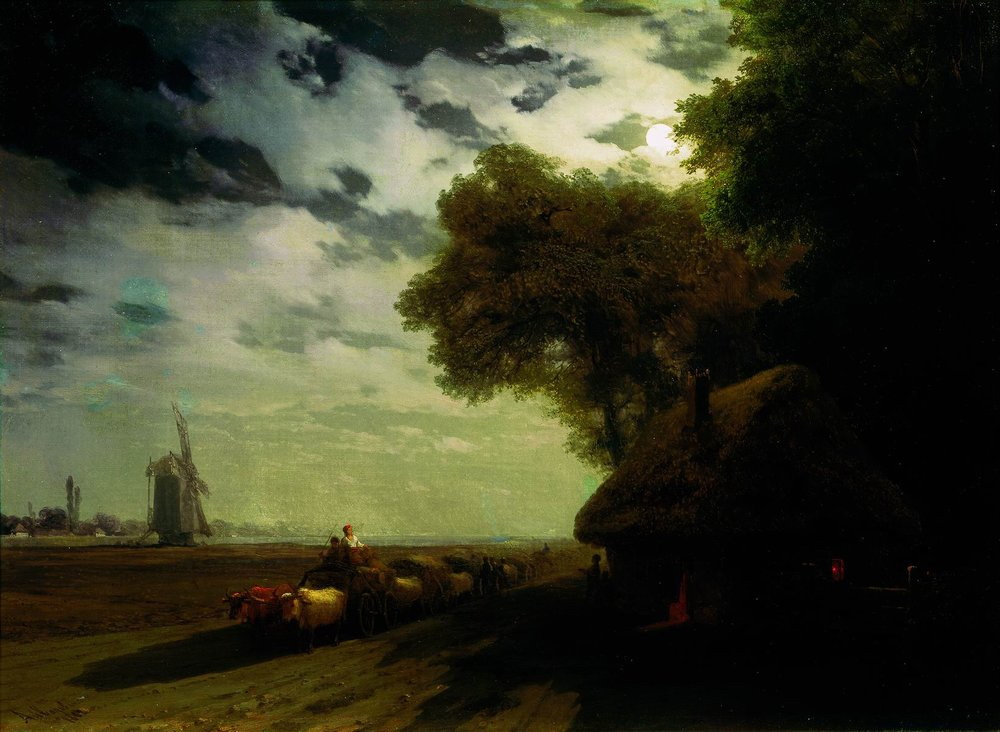
И. К. Айвазовский. «Чумаки». 1885 год.

Чумацкие песни (укр. Чумацькі пісні) — песни, которые пели в дороге чумаки, а также песни, которые исполняли о чумаках их односельчане. По содержанию и форме они близки к казацким песням. В них ярко и полно запечатлён дух чумачества, а также его быт, нравы, обычаи и обряды.

## Чумаки
Чумаки проживали на территории нынешней Украины и Юге России в XVI—XIX веков, и занимались торгово-перевозным промыслом. Чумаки отправлялись на волах к Чёрному и Азовскому морям за солью и рыбой, развозили их по ярмаркам, а также занимались доставкой других товаров.
Походы чумаков были весьма рискованными мероприятиями: часто торговцы подвергались нападениям со стороны гайдамаков и татар. По этой причине чумаки редко отправлялись в путь в одиночку. Их часто сопровождали конвойные, нанятые за особый «ралец». В случае набега грабителей чумаки для защиты строили из возов так называемый табор.

## Дорога и песня
Долгий путь, неустроенность быта, опасность нападения врагов, болезни и смерть на чужбине — основные мотивы чумацких песен. В них показаны и причины, которые заставляли крестьян прибегать к чумачеству:
Ой тим же я чумакую,

Що так мені лучче жити:

На панщину не ходити,

Подушного не платити…
Нищета — «ни соли кусочка, ни хлеба крошки» гнали из дома, заставляли искать счастья — «хвортуны» в дальнем краю:
Ой хвортуно, ти, небого,

Послужи мені немного,—

служила ж у хазяйстві,

та й служила у бурлацтві,

ще й послужи у чумацтві.

## Тематика
Тематика чумацких песен очень широкая, она охватывает самые различные стороны жизни и быта чумаков: отъезд чумака в дорогу, бедствия чумацкой семьи после отъезда хозяина, тоска чумака по дому, лишения бродячей жизни, потеря скота, нападения татар и грабителей на чумацкие валки, болезни и смерть чумака, тоска по любимой девушке, горькая судьба чумака-наемника, минутные утешения; возвращение чумака домой, любовь и свадьба чумака, тоска женщины в длительном ожидании. Мелодии чумацких песен гармонично сочетаются с текстом, свободными, широкими чертами рисуют красоту украинской степи и достигают вершины совершенства в песнях, рассказывающих о болезни и смерти чумаков в дороге.